# رادتشیتسه (ناحیه یابلونتس ناد نیسوو)
رادتشیتسه (به چکی: Radčice) یک منطقهٔ مسکونی در جمهوری چک است که در ناحیه یابلونتس ناد نیسوو واقع شده‌است.